# Canadian Open 2012
Il Canadian Open 2012 (conosciuto anche come Rogers Masters presented by National Bank 2012, o più semplicemente Rogers Cup 2012 per motivi di sponsorizzazione) è stato un torneo di tennis giocato sul cemento. È stata la 122ª  edizione del torneo del Canada Masters, che fa parte della categoria ATP World Tour Masters 1000 nell'ambito dell'ATP World Tour 2012, e della categoria Premier 5 nell'ambito del WTA Tour 2012. Il torneo femminile si è giocato all'Uniprix Stadium di Montreal, quello maschile al Rexall Centre di Toronto, entrambi dal 4 al 12 agosto 2012.

## Partecipanti ATP

### Teste di serie
| Nazionalità | Giocatore             | Ranking* | Testa di serie |
| ----------- | --------------------- | -------- | -------------- |
| Serbia      | Novak Đoković         | 2        | 1              |
| Regno Unito | Andy Murray           | 4        | 2              |
| Francia     | Jo-Wilfried Tsonga    | 6        | 3              |
| Rep. Ceca   | Tomáš Berdych         | 7        | 4              |
| Serbia      | Janko Tipsarević      | 8        | 5              |
| Argentina   | Juan Martín del Potro | 9        | 6              |
| Argentina   | Juan Mónaco           | 10       | 7              |
| Stati Uniti | John Isner            | 11       | 8              |
| Francia     | Gilles Simon          | 13       | 9              |
| Croazia     | Marin Čilić           | 14       | 10             |
| Stati Uniti | Mardy Fish            | 15       | 11             |
| Germania    | Philipp Kohlschreiber | 16       | 12             |
| Giappone    | Kei Nishikori         | 17       | 13             |
| Francia     | Richard Gasquet       | 20       | 14             |
| Germania    | Florian Mayer         | 22       | 15             |
| Canada      | Milos Raonic          | 23       | 16             |

* Le teste di serie sono basate sul ranking al 30 luglio 2012.

### Altri partecipanti
I seguenti giocatori hanno ricevuto una wild card per il tabellone principale: 
- Frank Dancevic
- Peter Polansky
- Vasek Pospisil

I seguenti giocatori sono passati dalle qualificazioni: 

- Jürgen Zopp
- Michael Berrer
- Wayne Odesnik
- Fabio Fognini
- Serhij Stachovs'kyj
- Flavio Cipolla
- Matthew Ebden (lucky loser)

## Partecipanti WTA

### Teste di serie
| Nazionalità | Giocatrice          | Ranking* | Teste di serie |
| ----------- | ------------------- | -------- | -------------- |
| Bielorussia | Viktoryja Azaranka  | 1        | 1              |
| Polonia     | Agnieszka Radwańska | 2        | 2              |
| Russia      | Marija Šarapova     | 3        | 3              |
| Australia   | Samantha Stosur     | 5        | 4              |
| Rep. Ceca   | Petra Kvitová       | 6        | 5              |
| Germania    | Angelique Kerber    | 7        | 6              |
| Danimarca   | Caroline Wozniacki  | 8        | 7              |
| Italia      | Sara Errani         | 9        | 8              |
| Francia     | Marion Bartoli      | 10       | 9              |
| Cina        | Li Na               | 11       | 10             |
| Serbia      | Ana Ivanović        | 12       | 11             |
| Slovacchia  | Dominika Cibulková  | 14       | 12             |
| Russia      | Marija Kirilenko    | 15       | 13             |
| Serbia      | Jelena Janković     | 18       | 14             |
| Italia      | Flavia Pennetta     | 19       | 15             |
| Germania    | Sabine Lisicki      | 20       | 16             |

* Le teste di serie sono basate sul ranking al 30 luglio 2012

### Altre partecipanti
Le seguenti giocatrici hanno ricevuto una wild card per il tabellone principale: 
- Eugenie Bouchard
- Stéphanie Dubois
- Aleksandra Wozniak

Le seguenti giocatrici sono passate dalle qualificazioni: 

- Anna Tatišvili
- Sesil Karatančeva
- Aravane Rezaï
- Michelle Larcher de Brito
- Jana Čepelová
- Arantxa Rus
- Tímea Babos
- Kiki Bertens
- Urszula Radwańska (lucky loser)

## Punti e montepremi

### Distribuzione punteggio
| Turno                        | Singolare maschile | Doppio maschile | Singolare femminile | Doppio femminile |
| ---------------------------- | ------------------ | --------------- | ------------------- | ---------------- |
| Campioni                     | 1000               | 1000            | 900                 | 900              |
| Finalisti                    | 600                | 600             | 620                 | 620              |
| Semifinalisti                | 360                | 360             | 395                 | 395              |
| Quarti di finale             | 180                | 180             | 225                 | 225              |
| Terzo turno                  | 90                 | 90              | 125                 | 125              |
| Secondo turno                | 45                 | 10              | 70                  | 1                |
| Primo turno                  | 10                 | –               | 1                   | –                |
| Qualificati                  | 25                 | –               | 30                  | –                |
| Ultimo turno qualificazioni  | 14                 | –               | 20                  | –                |
| Secondo turno qualificazioni | -                  | –               | 12                  | –                |
| Primo turno qualificazioni   | -                  | –               | 1                   | –                |

### Premi in denaro
I premi sono espressi in dollari americani. 
| Stage                        | Singolare maschile | Doppio maschile | Singolare femminile | Doppio femminile |
| ---------------------------- | ------------------ | --------------- | ------------------- | ---------------- |
| Campioni                     | $522 550           | $155 490        | $385 000            | $110 000         |
| Finalisti                    | $256 220           | $76 120         | $193 000            | $55 000          |
| Semifinalisti                | $128 960           | $38 180         | $96 500             | $27 525          |
| Quarti di finale             | $65 575            | $19 600         | $47 000             | $13 850          |
| Terzo turno                  | $34 050            | $10 130         | $22 750             | $7 000           |
| Secondo turno                | $17 950            | $5 350          | $11 500             | $3 500           |
| Primo turno                  | $9 695             | –               | $                   | –                |
| Ultimo turno qualificazioni  | $2 145             | –               | $2 750              | –                |
| Secondo turno qualificazioni | –                  | –               | $1 450              | –                |
| Primo turno qualificazioni   | $1 095             | –               | $900                | –                |

## Campioni

### Singolare maschile
Novak Đoković ha sconfitto in finale  Richard Gasquet per 6–3, 6–2.
- È il trentunesimo titolo in carriera per Djokovic, il terzo nel 2012.

### Singolare femminile
Petra Kvitová ha battuto in finale  Li Na 
con il punteggio di 7–5, 2–6, 6–3.
- È l'ottavo titolo in carriera per Kvitová, il primo nel 2012.

### Doppio maschile
Bob Bryan /  Mike Bryan hanno sconfitto in finale  Marcel Granollers /  Marc López per 6–1, 4–6, [12–10].

### Doppio femminile
Klaudia Jans-Ignacik /  Kristina Mladenovic hanno battuto in finale  Nadia Petrova /  Katarina Srebotnik con il punteggio di 7–5, 2–6, [10–7].